# إحسان مولانا مصطفى
إحسان مولانا مصطفى (ولد في 18 نوفمبر عام 1995 في تاسيكمالايا) هو لاعب كرة الريشة الإندونيسي . وهو متخصص فردي . وهو لاعب نادي بى ديجوم ، نادي كرة الريشة في مقاطعة القدس (إندونيسيا) جاوة الوسطى و قد انضم إلى النادي منذ عام 2010. و حصل على الميدالية البرونزية فردى الاولاد عام 2013 في بطولة العالم للناشئين التي أقيمت في بانكوك, تايلاند.

## المهنية
- 2012

شارك إحسان في البطولة الوطنية للناشئين عام 2012.
- 2013

كان احسان مؤهلا للمشاركة في بطولة آسيا لكرة الريشة لعام 2013 ولكن مشاركته استمرت فقط الجولة الأولى بعد أن هزم من قبل بارك سونغ مين مع ألعاب المطاط 21–17, 20–22, 10–21. كما لعب في بعض البطولات الدولية و بطولة المسابقة الكبرى مثل افتتاح فيتنام لسباق الجائزة الكبرى وبطولة اندونسيا للمحترفين الجائزة الكبرى الذهب . وصل إلى الدور الثاني في كل من بطولة العالم لكرة الريشة و سباق الجائزة الكبرى . في الجولة الثانية ، تم إيقافه من قبل زملائه الاندونيسيين. بعد ان هزم من جوناثان كريستي في بطولة فيتنام المفتوحة عام 2013 مع ألعاب مطاطية ومن قبل ديونيسيوس هايوم رمباكا في دورة الألعاب الأولمبية الإندونيسية عام 2013 في اللعب المباشرة. في نوفمبر 2013 عاد إلى وطنه حاصلا على الميدالية البرونزية خلال بطولة العالم للناشيئين لعام 2013 في بانكوك ، تايلاند بعد هزيمته من قبل اللاعب الكوري الجنوبي هيو كنوانج هي بألعاب مطاطية 18-21 ، 21-13 ، 16-21 في الدور نصف النهائي.
- 2014

تم اختيار إحسان للانضمام إلى المنتخب الوطني كأصغر لاعب في تشكيلة توماس كابتن من قبل رابطة تنس الريشة الإندونيسية .حيث تم ترشيح 33 من مرشحي توماس وأوبر للكؤوس في نادي جارم بادمينتون في القدس ، جاواة الوسطى، للمشاركة نهاية مارس 2014. و قد تغلب إحسان على سوني دووي كونكورو ، و هو الحاصل على الميدالية البرونزية في دورة أثينا للألعاب الأولمبية عام 2004 ، والمصنف الرابع على العالم سابقا ، مع أداء مذهل بنتائج 21 إلى 19 ، و 21 و 18 ، مما لفت انتباه فريق التدريب.كان وهو في 18 من عمره, يطلق عليه اسم 'الشيء الكبير المقبل' من قبل أعلى المسئولين لاتحاد الريشة ، وهو جزء من الفريق الإندونيسي الذي غادر نيودلهي من أجل كأس توماس 2014. كما شارك في بعض البطولات الدولية كسباق الجائزة الكبرى . لقد لعب في البطولة الألمانية المفتوحة 2014 وبطولة تيبت الصينية مفتوحة من نفس العام . كان أفضل أداء له في المسابقات الفردية الدولية عندما حصل على المركز الثانى في مسابقة هولندا المفتوحة عام 2014 بعد ان هزم من قبل أجاي جايارام من الهند بنتيجة 11-10, 6-11, 7-11, 11-1, 9-11 في المباراة النهائية.
- 2015

كان إحسان جزءًا من الفريق الإندونيسي الذي غادر إلى دونغقوان ، الصين في كأس سوديرمان عام 2015 ، الذي فاز فيه فريق إندونيسيا بالميدالية البرونزية في بطولة العالم المختلطة. و في بطولة ألعاب جنوب شرق آسيا 28 عام 2015 في سنغافورة ، ساعد إحسان فريق الرجال الإندونيسي على الفوز على تايلاند 3-2 ليعود إلى وطنه محرزا الميدالية الذهبية بعد أن هزم سوبانيو أفيجينجزانون من تايلاند في المبارة النهائية بنتيجة 20–22, 21–16, 21–9.
- 2017

شارك إحسان في كلا من امباريات الفريق و المبارايات الفردية و ذلك في الدورة 29 من دورة ألعاب جنوب شرق آسيا عام 2017. لقد ساعد إحسان فريق الرجال الإندونيسي في الاحتفاظ بالميدالية الذهبية ، متفوقًا على الماليزي لي زي جيا بنتيجة 21-11 ، 21-11. كما انتزع الميدالية البرونزية في مباراة الفردي ، بعد ان تعرض للهزيمة على يد اللاعب خوزيت فيتبراداب من تايلاند في مباراة متتالية بنتيجة 10-21 ، 21-23. 

## الإنجازات

### دورة ألعاب جنوب شرق آسيا
فردي الرجال

### بطولة العالم للناشئين
بطولة العالم ل ‏لناشئينهي بطولة ينظمها الاتحاد العالمي لكرة الريشة لتتويج أفضل صغار اللاعبين الريشة (تحت 19 عاما) في العالم.
- بطولة العالم للناشئين 2013 في هوا مارك ملعب داخلي في بانكوك، تايلاند

| 2013 BWF World Junior Championships – Boys' Singles | 2013 BWF World Junior Championships – Boys' Singles | 2013 BWF World Junior Championships – Boys' Singles | 2013 BWF World Junior Championships – Boys' Singles | 2013 BWF World Junior Championships – Boys' Singles |
| Round                                               | Opponent                                            | Score                                               | Result                                              |                                                     |
| --------------------------------------------------- | --------------------------------------------------- | --------------------------------------------------- | --------------------------------------------------- | --------------------------------------------------- |
| 1st                                                 | –                                                   | –                                                   | Bye                                                 |                                                     |
| 2nd                                                 | Phomolo Leoke                                       | 21–3, 21–4                                          | Win                                                 |                                                     |
| 3rd                                                 | Benny Lin                                           | 21–14, 21–12                                        | Win                                                 |                                                     |
| 4th                                                 | Kanta Tsuneyama                                     | 21–19, 21–18                                        | Win                                                 |                                                     |
| QF                                                  | Pannawit Thongnuam                                  | 21–10, 21–8                                         | Win                                                 |                                                     |
| SF                                                  | Heo Kwang-hee                                       | 18–21, 21–13, 16–21                                 | Bronze                                              |                                                     |

### سباق الجائزة الكبرى (0 الألقاب ، 3 الوصيف)
سباق الجائزة الكبرى لديه مستويان و هما الجائزة الكبرى و الجائزة الكبرى الذهبية وهي سلسلة من بطولات كرة الريشة معترف بها من قبل اتحاد كرة الريشة الدولى منذ عام 2007
| العام | البطولة          | الخصم        | النتيجة                       | نتيجة       |
| ----- | ---------------- | ------------ | ----------------------------- | ----------- |
| 2017  | ماكاو المفتوحة   | Kento Momota | 16-21, 10-21                  | 02 ! الوصيف |
| 2015  | تايلاند المفتوحة | لي هيون ايل  | 17-21, 24-22, 8-21            | 02 ! الوصيف |
| 2014  | الهولندية مفتوحة | أجاي جايارام | 11-10, 6-11, 7-11, 11-1, 9-11 | 02 ! الوصيف |

## المشاركة في فريق الإندونيسية
- مرتين في كأس توماس (عام 2014 ، 2016)
- مرة واحدة في كأس سوديرمان (2015)
- مرتين في الريشة آسيا فريق بطولات (2016 و 2018)
- مرة واحدة في ألعاب البحر (2015)

## سجل ضد اختيار المعارضين
وجها لوجه ضد المتاهلين للتصفيات النهائيى ة العالمية ، بطولة العالم و المرشحين النهائيين للربع الأولمبية .

## روابط خارجية
- إحسان مولانا مصطفى على موقع BWF.tournamentsoftware.com (الإنجليزية)
- إحسان مولانا مصطفى على موقع BWFbadminton.com (الإنجليزية)